# Neomochtherus fulvipes
Neomochtherus fulvipes är en tvåvingeart som först beskrevs av Johann Wilhelm Meigen 1820.  Neomochtherus fulvipes ingår i släktet Neomochtherus och familjen rovflugor.
Artens utbredningsområde är Österrike. Inga underarter finns listade i Catalogue of Life.